# Homaluroides ingratus
Homaluroides ingratus är en tvåvingeart som först beskrevs av Samuel Wendell Williston  1893.  Homaluroides ingratus ingår i släktet Homaluroides och familjen fritflugor. Inga underarter finns listade i Catalogue of Life.